# NGC 236
NGC 236 é uma galáxia espiral (Sc) localizada na direcção da constelação de Pisces. Possui uma declinação de +02° 57' 29" e uma ascensão recta de 0 horas, 43 minutos e 27,4 segundos.
A galáxia NGC 236 foi descoberta em 3 de Agosto de 1864 por Albert Marth.